# Quinapondan

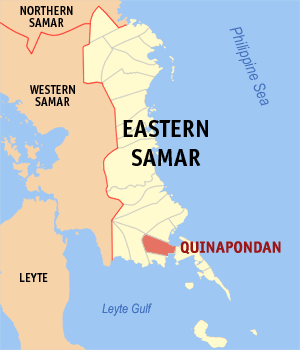
Bản đồ Đông Samar với vị trí của Quinapondan

Quinapondan là một đô thị hạng 5 ở tỉnh Đông Samar, Philippines. Theo điều tra dân số năm 2000 của Philipin, đô thị này có dân số 11.721 người trong 2.209 hộ.

## Các đơn vị hành chính
Quinapondan được chia ra 25 barangay.
| - Anislag - Bagte - Barangay No. 1 - Barangay No. 2 - Barangay No. 3 - Barangay No. 4 - Barangay No. 5 - Buenavista - Caculangan - Cagdaja - Cambilla - Cantenio - Naga | - Paco - Rizal (Pana-ugan) - San Pedro - San Vicente - Santa Cruz (Loro Diyo) - Santa Margarita - Santo Niño - Palactad (Valley) - Alang-alang - Barangay No. 6 - Barangay No. 7 - San Isidro |